# Кас (окръг, Индиана)
Вижте пояснителната страница за други населени места с името Кас.
Окръг Кас (на английски: Cass County) е окръг в щата Индиана, Съединени американски щати. Площта му е 1075 km², а населението е 37 870 души (1 април 2020). Административен център е град Логанспорт.